# پورودادی
پورودادی (اندونزیایی: Purwodadi) شهری در استان جاوه مرکزی کشور اندونزی است. جمعیت این شهر بر اساس سرشماری سال ۱۹۹۰ میلادی، ۵۹٫۸۸۳ نفر و بر اساس سرشماری سال ۲۰۰۰ میلادی، ۱۱۶٫۷۵۹ بوده که در سال ۲۰۰۷ میلادی به ۱۶۷٫۴۷۴ نفر افزایش یافته‌است.